# معبد استقلال
معبد استقلال (به انگلیسی: Independence Temple) نام یک کلیسا در شهر ایندپندنس در میزوری است. معمار این بنا گیو اوباتا از اچ او کی است.
این بنا در سال ۱۹۹۴ ساخته شد و متعلق به یکی از فرقه‌های کلیسای مورمون می‌باشد.
طرح این بنا همانند میدان شکرگزاری به شکل حلزونی ارشمیدس است.